# Metalimnophila apicispina
Metalimnophila apicispina är en tvåvingeart som först beskrevs av Alexander 1923.  Metalimnophila apicispina ingår i släktet Metalimnophila och familjen småharkrankar. Inga underarter finns listade i Catalogue of Life.